# Calisay
Calisay és un licor estomacal d'herbes aromàtiques la fórmula del qual sembla provenir d'un monestir de Bohèmia, posteriorment fabricat a Blanes (la Selva) i a partir del 1896 a Arenys de Mar per la família Mollfulleda a la Factoria Calisay, establert en un antic molí fariner del segle xvi.
A la dècada del 1980, la fórmula va passar a mans de Rumasa, que va continuar elaborant el licor a Arenys de Mar. A finals dels vuitanta, quan Rumasa va ser expropiada per ordre del Ministre d'Economia i Hisenda del Govern Espanyol, la marca va passar a mans de l'empresari Pedro Rovira, que en va traslladar la producció a Móra la Nova. Des de principi del segle xxi la marca pertany a les «Bodegas Garvey» dins del grup madrileny Grupo Emperador.
En plena decadència de la indústria licorera catalana, l'edifici Calisay ha passat a titularitat municipal i l'Ajuntament d'Arenys de Mar l'ha reconvertit en un centre cultural.
En l'actualitat les ampolles històriques de Calisay i dels licors Mollfulleda en general són objectes de col·lecció. Entre els col·leccionistes és especialment valorada la petaca de tap de suro, de la qual se'n conserven molt pocs exemplars.